# Römische Wasserleitung Liestal – Augusta Raurica
Die römische Wasserleitung Liestal – Augusta Raurica ist eine 6,5 Kilometer lange, unterirdisch geführte römische Wasserleitung, von der zahlreiche Abschnitte ausgegraben und untersucht worden sind.

## Zweck des Bauwerks

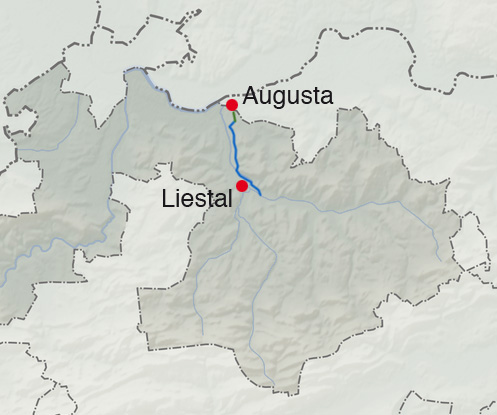
Verlauf der Wasserleitung auf der Karte des heutigen Kantons Basel-Landschaft

Die Wasserleitung diente als Hauptwasserversorgung der römischen Koloniestadt Augusta Raurica. Im Grenzgebiet zwischen den heutigen Gemeinden Liestal und Lausen wurde das Wasser der Ergolz an ihrer rechten Seite aufgestaut, gefasst und abgeleitet. Im südlichen Stadtgelände von Augusta Raurica endete die Leitung in einem bisher nicht gefundenen Wasserschloss. Das Wasser wurde dann vermutlich über einen oberirdischen Aquädukt, dessen Stützpfeiler lokalisiert werden konnten, in Zisternen geführt und mehrheitlich über Holzleitungen an die Brunnen, Bäder und Privathäuser der Stadt verteilt. Die Kapazität der Leitung lag bei etwa 300 Liter pro Sekunde, pro Tag flossen also 24‘000 Kubikmeter Wasser nach Augusta Raurica. Selbst wenn man einen Sickerverlust annimmt, verbleiben etwa 20‘000 Kubikmeter. Bei geschätzten 20'000 Einwohnern zur Blütezeit der Stadt standen jedem Einwohner so 1000 Liter Wasser pro Tag zur Verfügung. Vitruv gibt Auskunft, wie das Wasser in römischen Städten verteilt wurde: Priorität hatten öffentliche Laufbrunnen, die in Abständen von höchstens 100 Metern aufgestellt wurden. Danach wurden die Thermen versorgt – in praktisch jeder römischen Stadt vorhanden – dann die Privathaushalte. Die Laufbrunnen spiesen gleichzeitig das Abwassersystem: Nicht benutztes Wasser floss in unterirdische Leitungen, auf welchen die Aborte standen.

## Bauweise

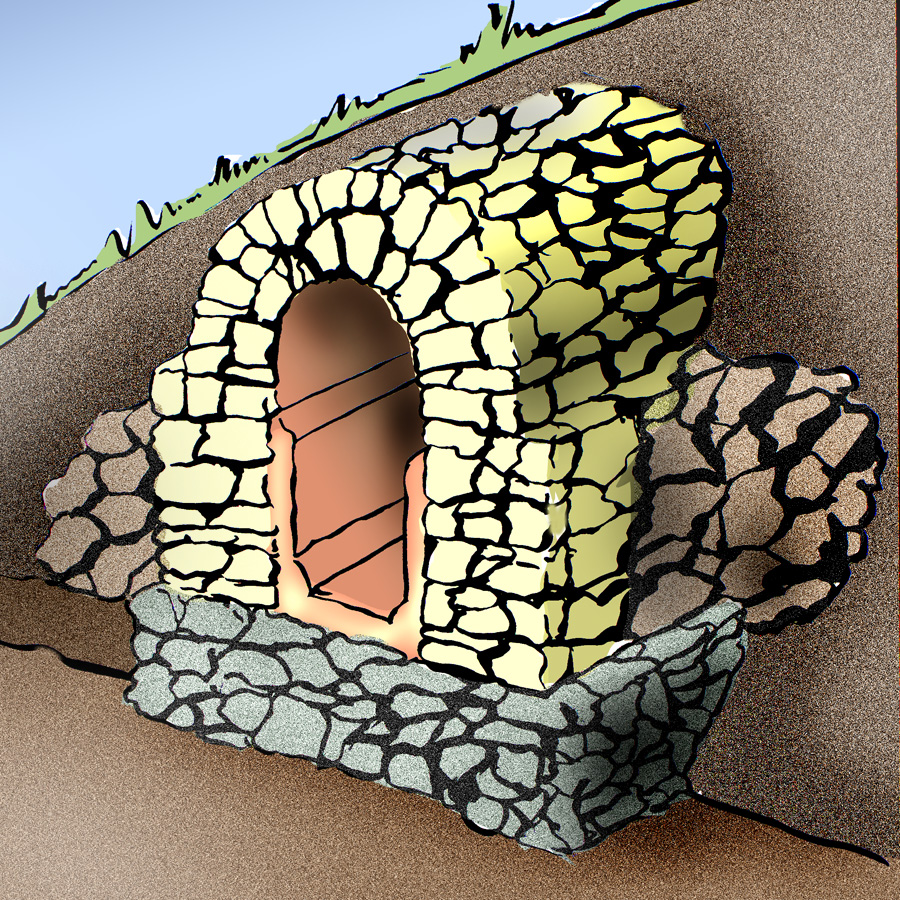
Schematische Darstellung der Baukonstruktion, siehe Text

Der Bau des «längsten römischen Bauwerks der Schweiz» wird im frühen 1. Jahrhundert angesetzt, genutzt wurde sie wohl bis ins 3. Jahrhundert, der Zeit des Niedergangs der alten Koloniestadt. Textquellen dazu existieren nicht. Der 90 cm breite Kanal stellt ein ausserordentliches Zeugnis römischer Ingenieurs- und Baukunst dar. Auf der gesamten Länge weist die Leitung ein konstantes Gefälle von 1,5 Promille auf. Das Bauschema ist durchgehend gleich: Erst wurde ein ausgehobener Graben mit Bruchsteinen gefüllt und mit Mörtel übergossen. Auf diesem etwa 40 cm dicken Fundament wurden die 135 cm hohen Wangenmauern errichtet. Den Abschluss bildet ein Tonnengewölbe, das auf ein Lehrgerüst gemauert wurde. Das Innere wurde bis mindestens zur Hälfte wasserdicht ausgemörtelt. Der Mörtel, opus caementitium genannt, wurde mit nur wenig Wasser aus Ziegelschrot (als Ersatz für das eigentlich klassische, hier aber nicht vorhandene Puzzolan), feuchtem Sand und Branntkalk gemischt. Dadurch entstand ein absolut wasserdichter Mörtel mit besonderen Eigenschaften: Die Masse hatte nicht nur vergleichbare Eigenschaften wie moderner Portlandzement, sondern konnte zusätzlich durch Fliesswasser den vorhandenen ungelöschten Kalk in Calcit umwandeln, was kleine Risse im Gefüge selbsttätig verschloss. Zuletzt wurden die Seitenmauern aussen bis zum Gewölbeansatz mit Bruchsteinen zugeschüttet und das Ganze mit Erde überdeckt. Die bisher über 50 entdeckten und teilweise erforschten Abschnitte zeigten auch Seitenzuleitungen und nachträglich vermauerte Öffnungen im Gewölbe, die entweder während des Innenausbaus nötig waren oder anlässlich von Wartungsarbeiten entstanden. Die Abschnitte sind unterschiedlich gut erhalten, da das Gelände teilweise offenbar schon während der Bauzeit abrutschte.

## Historische Wahrnehmung
An einigen Stellen trat die Leitung später zutage und war der Bevölkerung bekannt. 1580 erwähnte der Basler Chronist Christian Wurstisen in seiner Basler Chronik «das sehr lang Gewölb […] welches innwendig Mannshöhe hat» und «gewißlich auch ein Römisch Werck gewesen». Das von den Römern – aus christlicher Sicht also Heiden – erstellte Bauwerk führte auch zum Liestaler Quartiernamen «Heidenloch», der 1329 erstmals Erwähnung fand. Dort ist bis heute ein Teilstück der Wasserleitung von 70 Meter Länge zugänglich und begehbar. In diesem Abschnitt befinden sich zahlreiche Schriftzeichen an den Wänden. Sie stammen überwiegend aus dem 17. und 18. Jahrhundert und wurden mit Kohle, Kreide, Rötel und Bleistift angebracht, selten eingeritzt. Häufig sind Initialen mit Jahreszahlen (diese reichen von 1621 bis 1927). Dieses «Kulturgut» wurde von der Archäologie Baselland gesondert erfasst und dokumentiert.

## Ausgrabungen
Bekannt war vor allem ein Streckenabschnitt im Liestaler Heidenlochquartier. Eine erste Grabung fand dort 1898 statt. Ebenfalls in diesem Abschnitt wurde 1957, zum 2000-jährigen Jubiläum der Stadt Basel, ein Stück der Leitung von etwa 1,5 Meter herausgetrennt und nach Augst gebracht, da dieser Ort als Wiege der Stadt Basel gilt. Dort ist es bis heute beim Römermuseum Augst aufgestellt. Die Öffnung wurde zu einem Einstieg in den dort begehbaren Leitungsabschnitt umgebaut. Ein grosses Teilstück von 120 Meter konnte in der unmittelbaren Umgebung 1971/72 gründlich erforscht werden, als dort eine Hangsiedlung gebaut wurde. Da weitere Abschnitte in Baugebieten lagen oder noch liegen, konnten durch Notgrabungen immer wieder Teilstücke erforscht werden (zum Beispiel in Liestal bei Neubauten 1987 auf einer benachbarten Parzelle 2012 sowie anlässlich einer Friedhofserweiterung in Füllinsdorf 2002). Aus diesem Vorgang ergab sich allmählich ein sehr genaues Bild der Leitung, insbesondere der konstanten Bauqualität und Ausführung.